# 提比略·格拉古
提贝里乌斯·塞姆普罗尼乌斯·格拉古（前164年—前133年），亦作提比略·格拉古，古罗马政治家，平民派领袖。常与其弟盖约·格拉古合称为格拉古兄弟。作为平民保民官，他发起了一场旨在将贵族及大地主多得的地产分给平民的改革。由于他的土地改革触动了贵族尤其是元老院的利益，再加上他剥夺元老院特权等行为，以及对同僚的倾轧，最终导致其死于元老院的保守势力支持者（贵人派）之手。

## 家庭背景

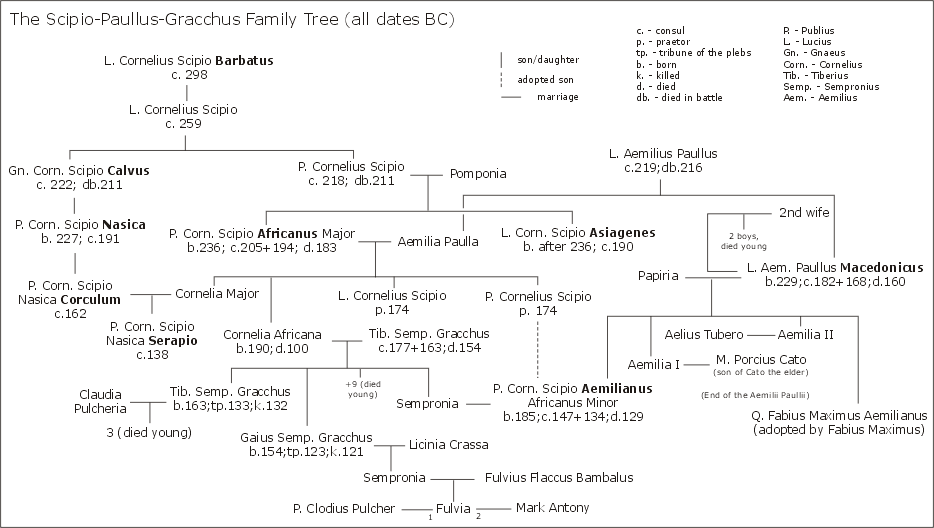
西庇阿-保卢斯-格拉古世系图

提比略·格拉古生于前168年。格拉古家族是当时最有政治影响力的家族之一。其父老提比略·格拉古曾出任前177年和前163年的罗马执政官。其母科涅莉亚·阿菲莉加娜来自显赫的西庇阿家族。他的外祖父就是大名鼎鼎的阿非利加征服者，第二次布匿战争胜利者——大西庇阿。而其本人的姐姐塞姆普罗妮娅（Sempronia）则嫁给了另一位重要将领，第三次布匿战争胜利者——小西庇阿。在父亲死后，提比略·格拉古姐弟三人由其母抚养长大。他们的母亲科涅莉亚·阿菲莉加娜曾拒绝了埃及法老托勒密八世的求婚，悉心教子并聘请了有名的希腊学者来做家庭教师。后来，提比略与在前143年任执政官的阿庇乌斯·克劳狄乌斯·普尔喀之女克劳迪娅成婚。

## 军旅生涯
提比略·格拉古的军旅生涯始于第三次布匿战争，当时他被任命为军事保民官，在其姐夫小西庇阿军中效力。前146年，提比略在迦太基圍城戰中率先登上城牆，迦太基從此滅亡。
前137年，他被任命为执政官盖乌斯·霍斯蒂利乌斯·曼基努斯军中的财务官，但不幸被围困在西班牙行省的努曼西亚。罗马人在战役中遭受到了重大的失败，敵方只願意與老提比略之子談判，提比略与敌人签署了一份和平协议，避免了军队被彻底消灭。回到罗马后，小西庇阿视提比略的行为为怯懦之举，并说服元老院宣布此和平协议无效。这是提比略·格拉古与元老院以及小西庇阿之间不和的开始。

## 土地改革

### 背景
当时，罗马内部的政局并不平静。由于近百年的连年战争，特别是第二次布匿战争期间汉尼拔在意大利的肆虐，导致占罗马兵源主体的自耕农们要么死于战火，要么因长期征战，无暇顾及自家田地，小农们纷纷破产，变为无地者。同时，破产者的田地以及被征服地区的土地往往被贵族和大地主兼并或者以很低廉的价格收购。罗马共和国早期占主体的众多家庭的小型农场逐渐被拥有大量奴隶的大庄园（拉丁語：Latifundia，意为“大地产”）取代。
|                             | 当提比略前往努曼提亚经过伊特鲁里亚时，他发现整个乡间人口都在减少，农夫们和牧羊人引入了蛮族奴隶。正是在这里，他构想出了日后给自己和他弟弟带来无数不幸的改革方针。 |
| ——普鲁塔克，提比略·格拉古传 | |

当士兵们从战场上退役归来后，他们已经无处可去。因此，他们大量涌入罗马城，整天无所事事，四处闲逛。根据普鲁塔克的记载：
|                             | 于是，那些被从自己土地上驱逐的穷人们对服役和养育子女没有任何兴趣，因而整个意大利都能感受到自由者缺乏。富人们将自由的公民驱逐出去以后，引入了大量外国奴隶来帮助其耕种他们的庄园。 |
| ——普鲁塔克，提比略·格拉古传 | |

由于当时参军者必须具有罗马公民权，且拥有一定数量的财产，故此，罗马军队的兵源逐渐枯竭，公民兵制的基础遭到严重破坏，军队实力也大受打击。

### 塞姆普罗尼亚土地法

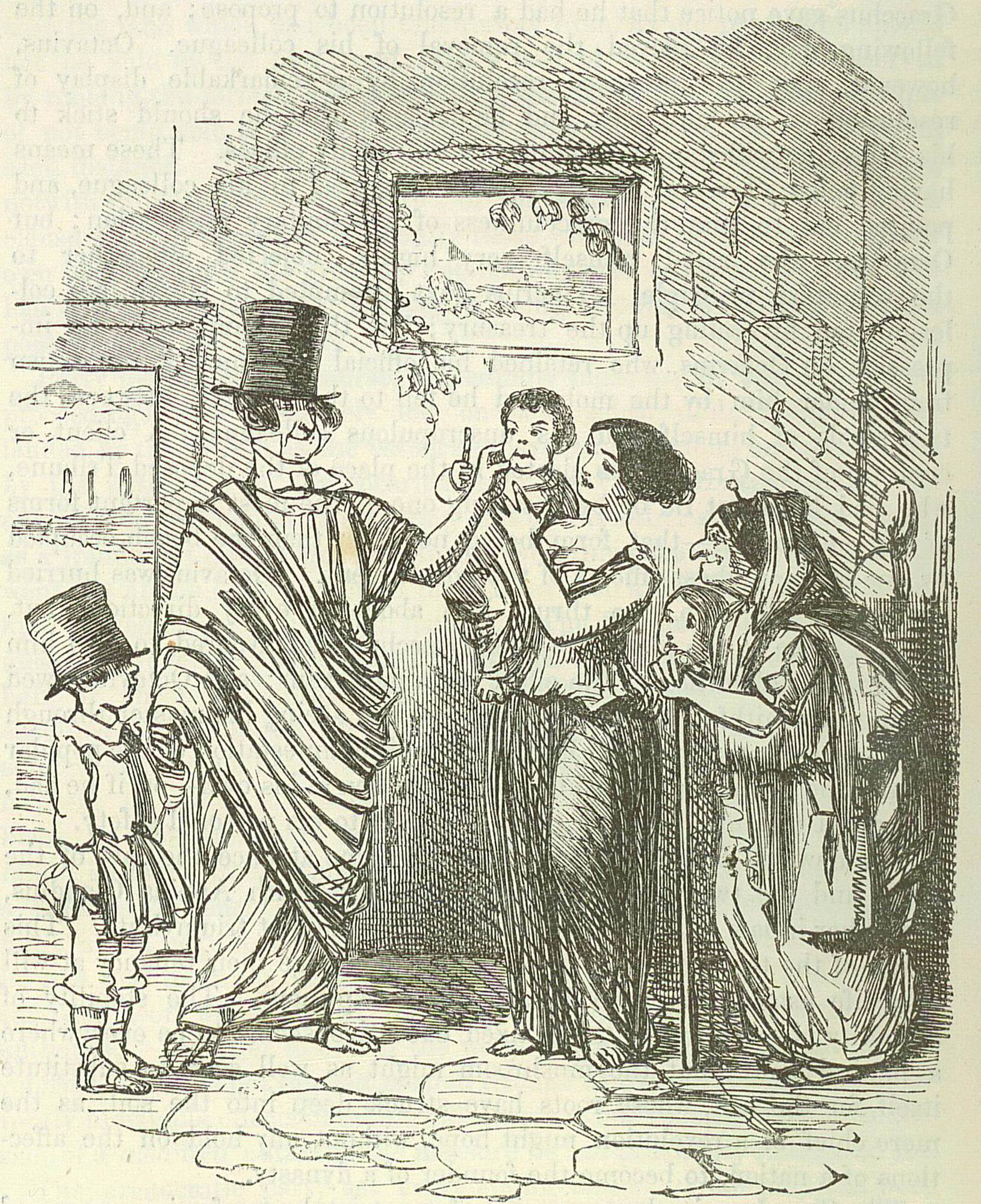
一幅19世纪描绘提比略·格拉古竞选拉票的漫画

前133年，提比略·格拉古当选平民保民官。他在竞选会场对聚集在讲坛周围的人群发表了慷慨激昂的演讲：
|                             | 每一头在意大利游走的野兽都有自己的巢穴，但那些为了意大利而战斗、阵亡的人除了享有空气和阳光以外便一无所有。他们无家可归，带着自己的妻儿四处游走。这些士兵被他们的统帅诱骗在战斗中保卫祖坟与宗庙，为这些过着富有和奢侈生活的人而战斗以致于战死沙场，但是他们中没有一个人拥有世袭的祭坛或者祖先的坟墓。即便征服了世界，他们仍然没有属于自己的弹丸之地。 |
| ——普鲁塔克，提比略·格拉古传 | |

当选不久，他就开始着手改善无地者处境的立法工作。他提出了一个以他家族名命名的被称为《塞姆普罗尼亚土地法》（拉丁語：Lex Sempronia Agraria）的法案。这个法案将重新安排公有土地（拉丁語：ager publicus）的所有权，所有在之前战争中占领的土地都将属于国家，但将会被租赁给公民个人。按照这个方案，没有人可以占有超过500尤格（约合130公顷或310英亩）的公有土地。500尤格的限制其实是对之前的一些未曾被严格执行的法律条文的重申（例如前367年通过的《李锡尼亚·塞克斯蒂亚法》）。所有的超额部分将被收归国有，但是与李锡尼亚·塞克斯蒂亚法相比，措施稍显温和：为了安抚这些大地产主——有些可能在数代前就已经拥有了这些土地——法案允许他们通过一次性购买而拥有这些土地的产权，而不是租用。
此外，提比略还要求将这些收归国有的多余土地重新分配给罗马的穷人及无家可归者。每人可分得30尤格的小块土地供其糊口与容身，而且这些新得的财产还能使其达到缴税与服兵役的资格。因而这部法律其实在进行土地改革的同时还能帮助罗马兵源解决逐渐匮乏的问题。

### 与元老院及保民官同僚的冲突
由于当时的元老院贵族主要从事农业，这一土地改革必然会到导致元老院贵族及保守势力的强烈反对。由于提比略清楚地知道元老院不可能通过该法案，因此他绕过后者，直接向支持其改革的部落大会（音译为“特里布大会”）提交了法案。虽然这样做并不违反法律，而且也并不违反罗马的祖宗大法，但提比略·格拉古通过改革法案的方式无疑是对元老院的一种冒犯，也使得其失去了一些原本会支持其改革的元老院盟友。
由于任何一个保民官都拥有对任何法案的否决权，因此元老院说服当年的另一个保民官马尔库斯·奥克塔维乌斯（亦作屋大维或屋大维乌斯）否决了这个法案，命令书记官不要宣读法案，以免其被提交至部落大会表决。提比略的态度也变得强硬了起来，他进而将法案中的安抚措施删除，转而命令地主无偿地交出多占的土地。同时，他下令禁止行政官员在表决前处理公务，并用自己的印章封闭了作为罗马国库的农神庙使得财务官无法取钱或存钱。所有的商业、贸易和生产活动也都被停止，整个罗马陷入瘫痪。他把问题提交给元老院，遭到了元老院反对派的谴责。
提比略只得再次召集部落大会进行表决，并恳请奥克塔维乌斯不要再使用否决权，但后者不为所动，提比略只得提出了罢免奥克塔维乌斯的动议，因为后者作为一个保民官，他的行为违背了他的选民的意愿。当35个部族中的17个投出了罢免票后，差一票罢免案就要通过，提比略暂停了表决，再次恳请奥克塔维乌斯同意法案的通过，还当众拥抱并亲吻了后者。但奥克塔维乌斯仍表示要不惜一切代价行使否决权（包括对他的罢免案），提比略将其强行驱逐出部落大会的会场，才使得罢免投票被通过。这是罗马历史上，第一位保民官在任期未满的情况下被罢黜。提比略是这样为自己驱逐奥克塔维乌斯这一违反了保民官的人身“神圣不可侵犯”权利的行为进行辩护的：
|                             | 保民官神圣而不可侵犯，因为保民官被人民所崇敬，是人民权利的捍卫者……假如，保民官与人民为敌，剥夺人民投票的权利，那么他将因为自己的行为而使自己失去这一崇高的职位。否则，即使保民官想要拆除朱庇特神庙或者点燃海军兵工厂，他也不应受到任何干扰。纵使他真那样做了，他也只是一个坏的保民官。但是假如他剥夺了人民的权利，那么他就根本不配做个保民官……如果，一个保民官能够因部族会议的多数票而当选，那么自然而然地，他也应该因为全体一致的表决结果而被罢黜。 |
| ——普鲁塔克，提比略·格拉古传 | |

大会还选出了一个由提比略和他当时正在努曼提亚前线小西庇阿军中的弟弟盖约，及提比略的岳父阿庇乌斯·克劳狄乌斯·普尔喀组成的三人委员会。平民们担心提比略的安全，护送他回家。
但是，三人委员会的工作很难展开。一方面公有土地资料年久失查，另一方面，元老院的反对派也百般阻挠土地改革的实施。但是，在这年的稍后，帕加马的国王阿塔罗斯三世去世了。这位远在亚洲的罗马附属国的国王在其遗嘱中将整个王国赠与了罗马。这一遗嘱使得罗马得到了一笔不小的意外之财，正愁缺少实施改革资金的提比略感到机会来了，他立即使用自己保民官的权利将这笔财产用以实施新法案。这被认为是对元老院权利的直接冒犯。传统上，后者负责国库的管理以及对海外事务的决断。元老院对提比略的反对更加加剧。他们声称帕加马的使者给提比略带去了王冠和紫色长袍，提比略有称王的野心。

## 提比略之死

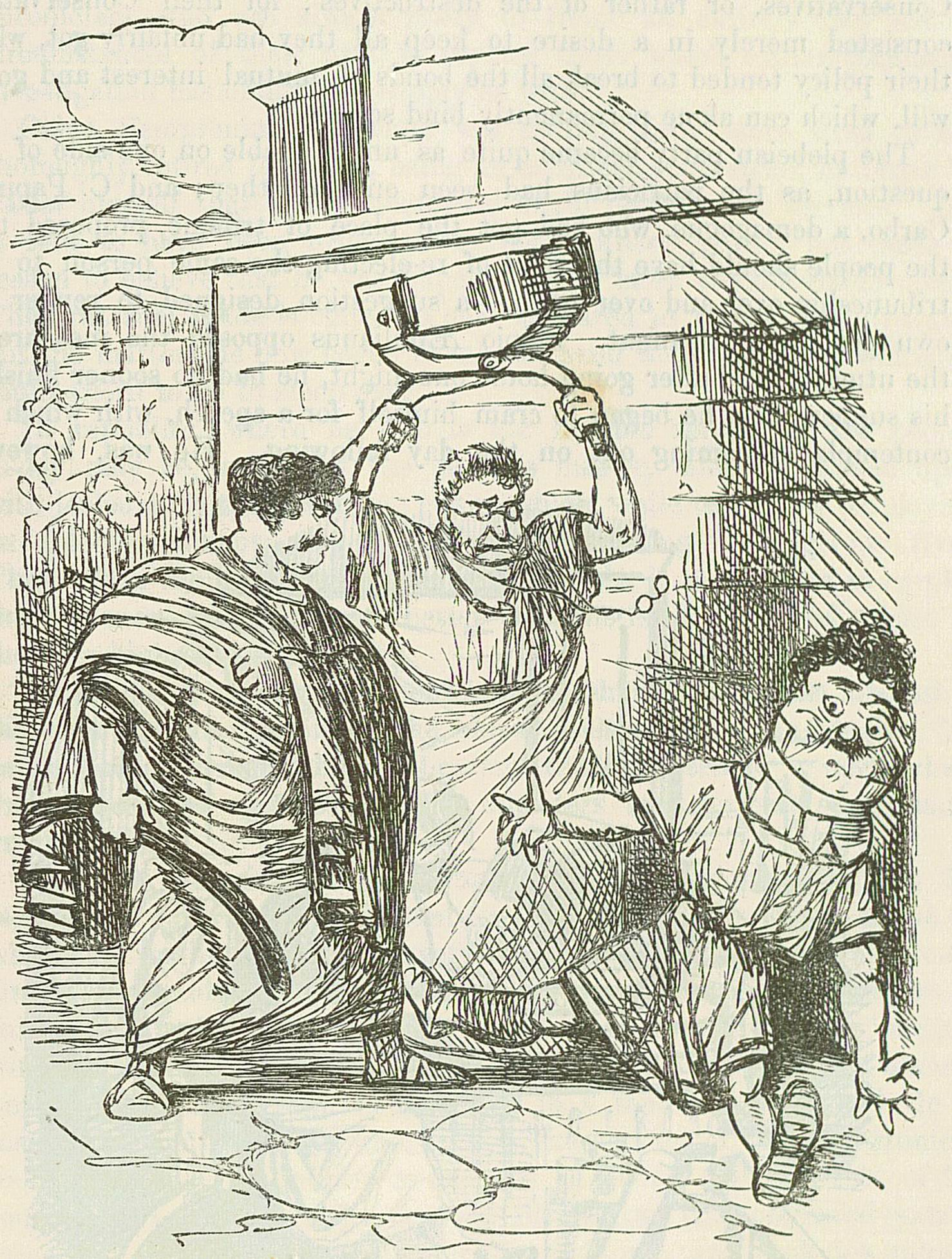
一幅19世纪的描绘提比略·格拉古之死的漫画

提比略·格拉古推翻其他保民官否决权，强行驱逐同僚的行为被认为是非法的，而他的对手也极力阻止他在一年的任期结束后再次当选。但为了保护自己，也为了继续改革，提比略决定再次竞选下一年度的保民官。这一做法不合法，但他说服民众拥护他，特别是当他作出缩短服役期限，废除元老作为陪审员特权，以及给与盟友罗马公民权的许诺之后。
选举日当天，许多携带武器的民众陪伴提比略来到会场。他身着丧服，暗示竞选的失败将导致自己被起诉甚至是死亡。当投票开始后，双方爆发了冲突，提比略的表兄普布利烏斯·康內留斯·西庇阿·納西卡·塞拉皮奧，前138年执政官，当时的大祭司）声称提比略有僭越称王的野心。元老们用木棒、板凳为武器，见拥护提比略的人就打。混战中，提比略被元老们用一条板凳活活打死。按照普鲁塔克的说法，当时参与冲突的元老人数很多，动作很快，以至于“提比略的武装护卫根本没能帮上忙”。提比略支持者，包括等在会场外的，共有300多人被杀。
提比略等人的尸体，不让其亲人领回而是全部投入台伯河。其余改革派人士也被大肆迫害，或被放逐或被处死。

## 提比略的反对者
提比略的对手主要包括三个人：
- 保民官马尔克斯·奥克塔维乌斯：

由于提比略剥夺了其否决塞姆普罗尼亚土地法的权利并最终被罢黜而受到了冒犯。
- 表兄普布利乌斯·科尔内利乌斯·西庇阿·纳西卡·塞拉皮奥：

他会因为提比略之死而受益，因为之前提比略购买了一块纳西卡曾想要的土地，因此导致纳西卡损失了500塞斯特尔提乌斯。
- 表兄兼姐夫小西庇阿：

提比略曾劝说他娶了提比略的姐姐，但这是一桩失败的婚姻，导致了小西庇阿在分割财产时损失了很多。此外，由于提比略经常利用其出众的口才而在元老院辩论时令小西庇阿限于窘境。

## 事后
为了安抚众多支持提比略的平民，元老院不得不同意执行提比略的法案，提比略死后6年的时间里，先后有8万平民分到了土地。在下一个十年的人口普查中公民数量的增加，也证实了有大量土地被分配给了无地者。但是，土地改革还是遇到了很多困难及障碍。
被认为是谋害提比略的主要凶手之一的纳西卡，事后被众多支持或同情提比略的平民辱骂为污罗马的罪人。他以被元老院派去小亚细亚，并在不久后死于帕加马。
而提比略的胞弟盖约·格拉古则继承了其兄的事业，在10年后当选保民官，开始着手进行一场更加彻底但也更加激进的改革，其中包括扩大罗马公民权授予范围。他做到了提比略想做而没有做成的事情——成功连任第二年度的保民官，但最终还是继续了其兄死于保民官任上的不幸命运。